# Мартирий
Мартирий (на латински: martyrium, на старогръцки: μαρτύριο) е вид църковна сграда, изградена над гроба на християнски светец, най-често мъченик.
Мартириите са характерни за късноантичната архитектура и се разпространяват широко след легализирането на християнството в Римската империя в началото на IV век. Те често имат кръгла или осмоъгълна форма в план, в центъра на който е разположен гробът на светеца. През следващите векове мартириите постепенно изчезват с популяризирането на практиката мощите на светци да се пренасят и поставят в други църкви.

## Вижте още
- Мавзолей
- Тюрбе